# Ловћен (филм)
Ловћен је југословенски документарни филм из 1974. године, режисера и сценаристе Крста Шканате.

## Синопсис
Један од више забрањених филмова Крсте Шканате. Филм немо бележи рушење Његошеве заветне капеле на Ловћену 1972, наместо које је подигнут монументални споменик - маузолеј.